# Franz Skarbina

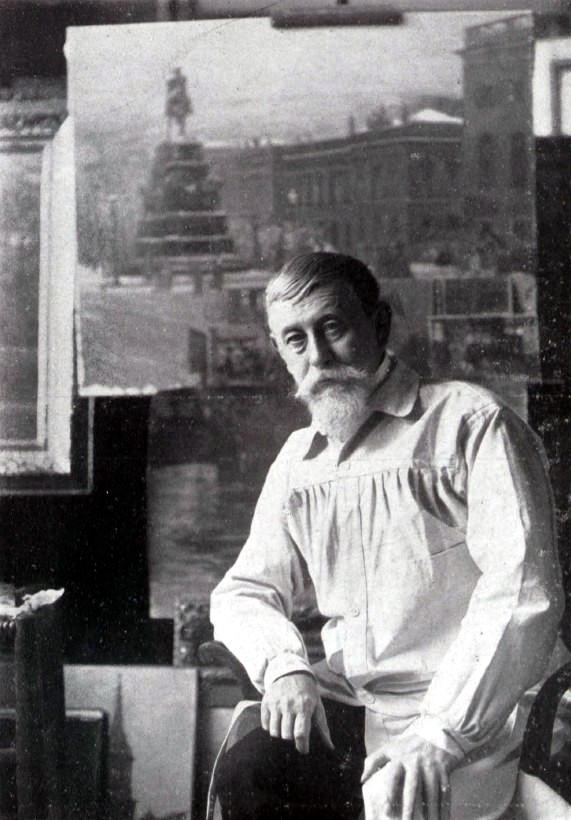
Franz Skarbina in 1909

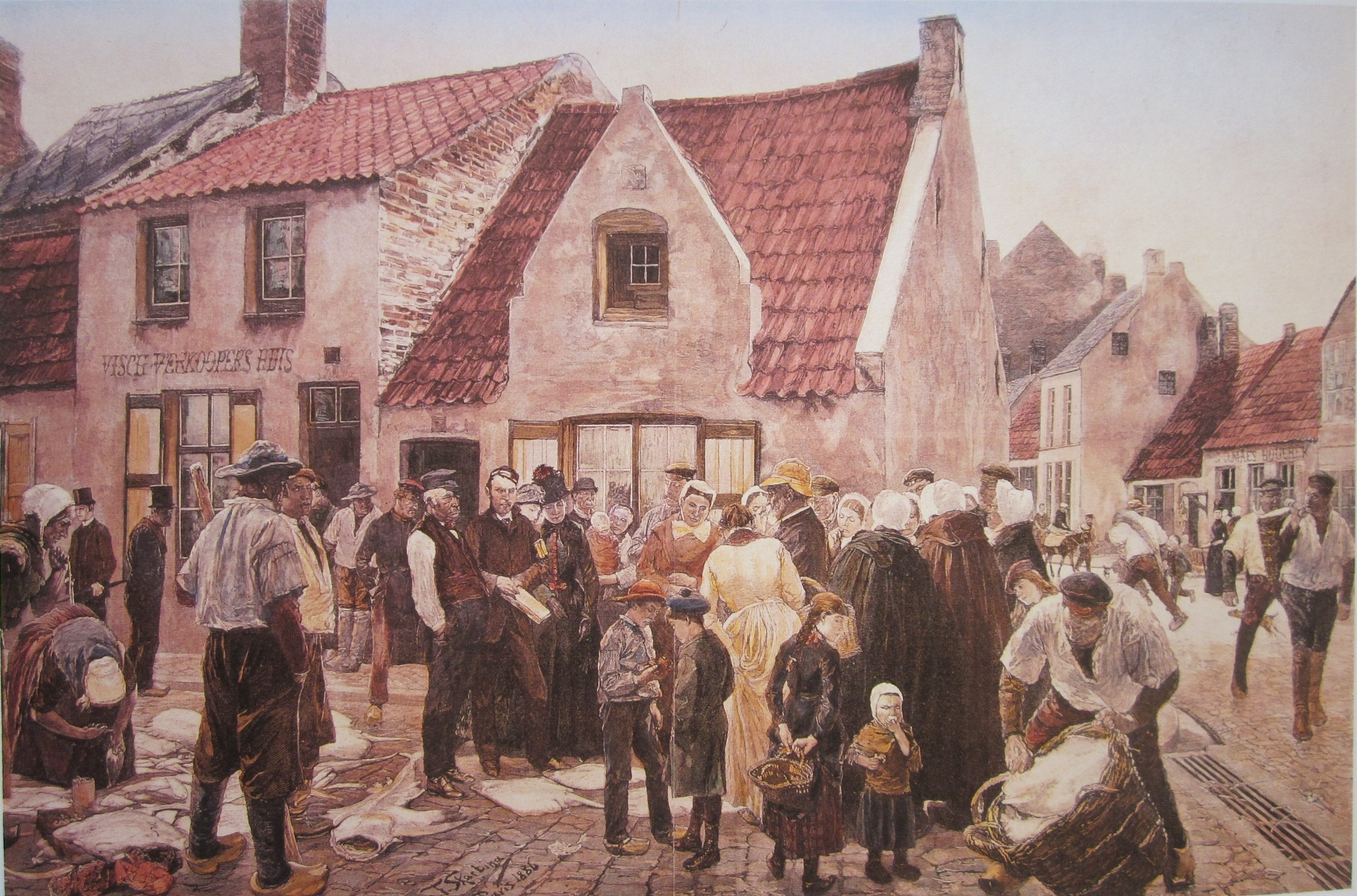
De vismarkt in Blankenberge door Franz Skarbina (1886)

Franz Skarbina (Berlijn, 24 februari 1849 - Berlijn, 18 mei 1910) was een Duitse kunstschilder.

## Leven
Skarbina ging van 1865 tot 1869 naar de Akademie der Künste in Berlijn, daarna had hij een eigen atelier, waar hij ook tekenles gaf. 

## Werk

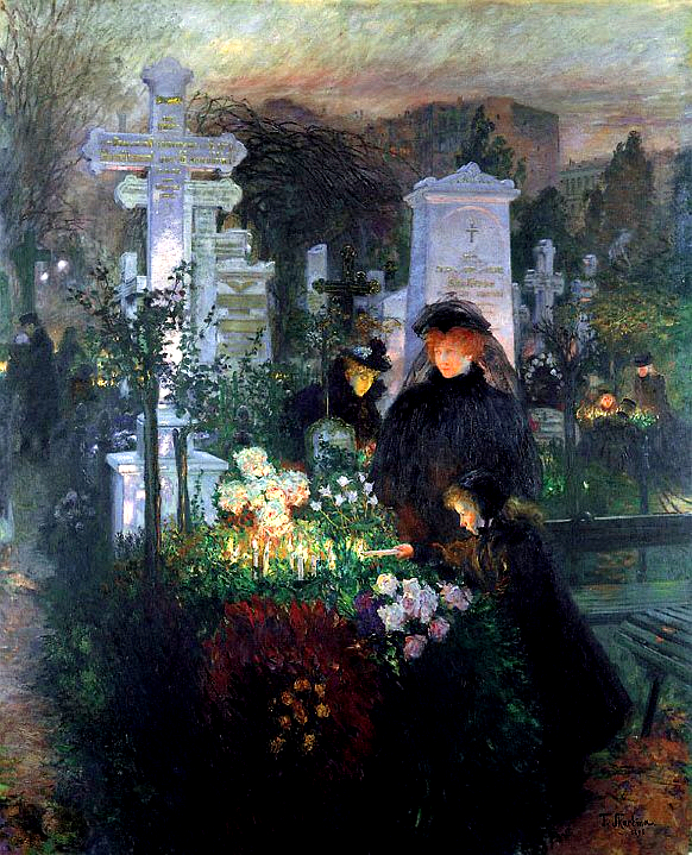
Allerzielen in Berlijn, 1896
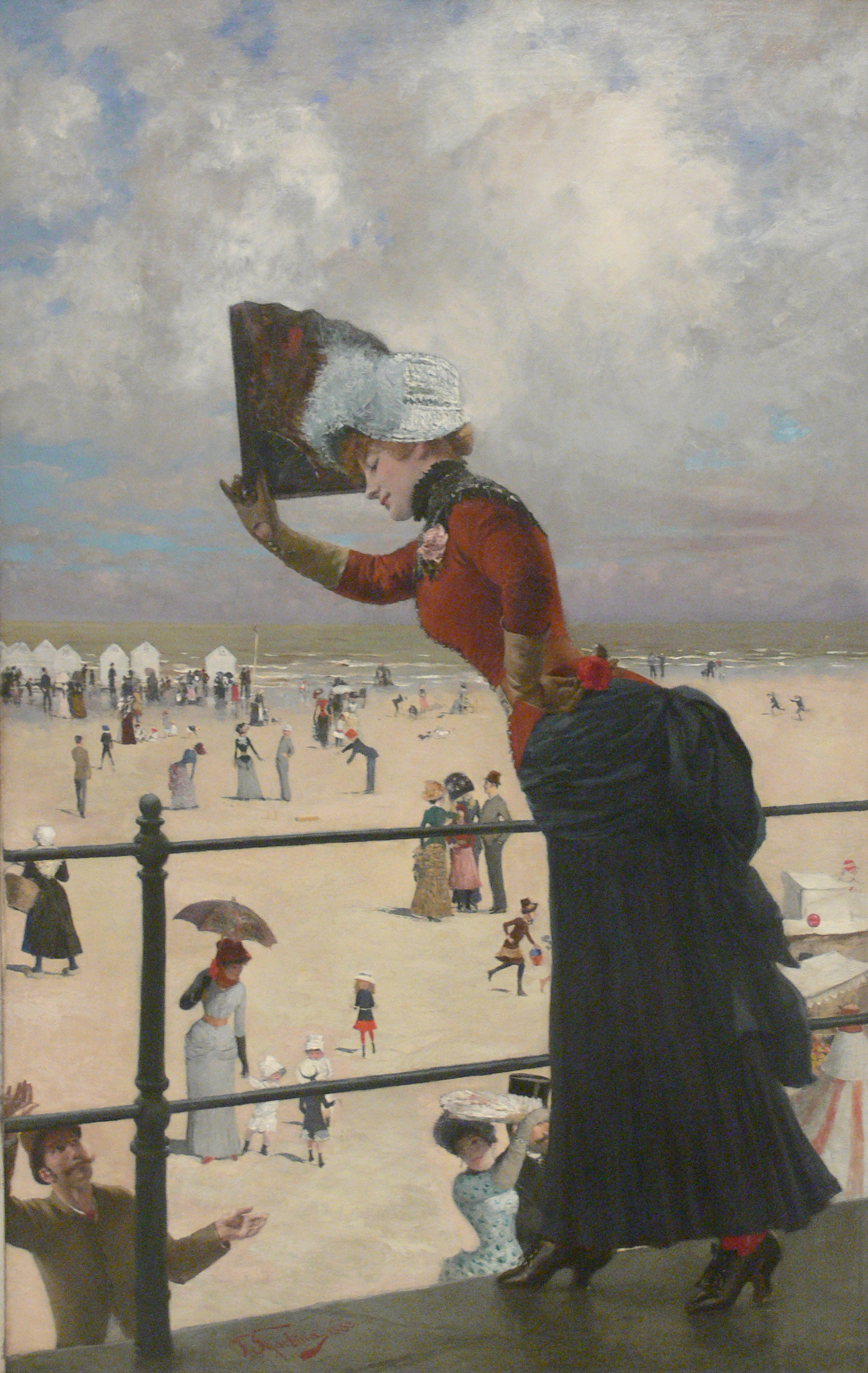
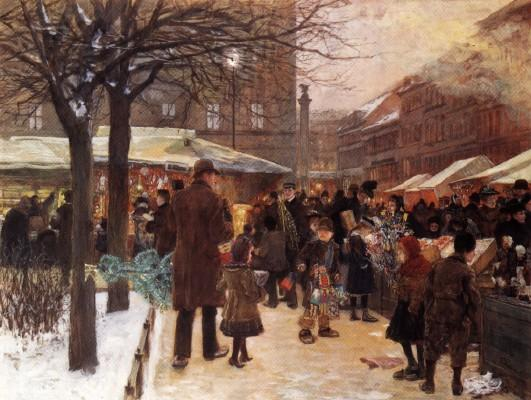
Kerstmarkt in Berlijn, 1892
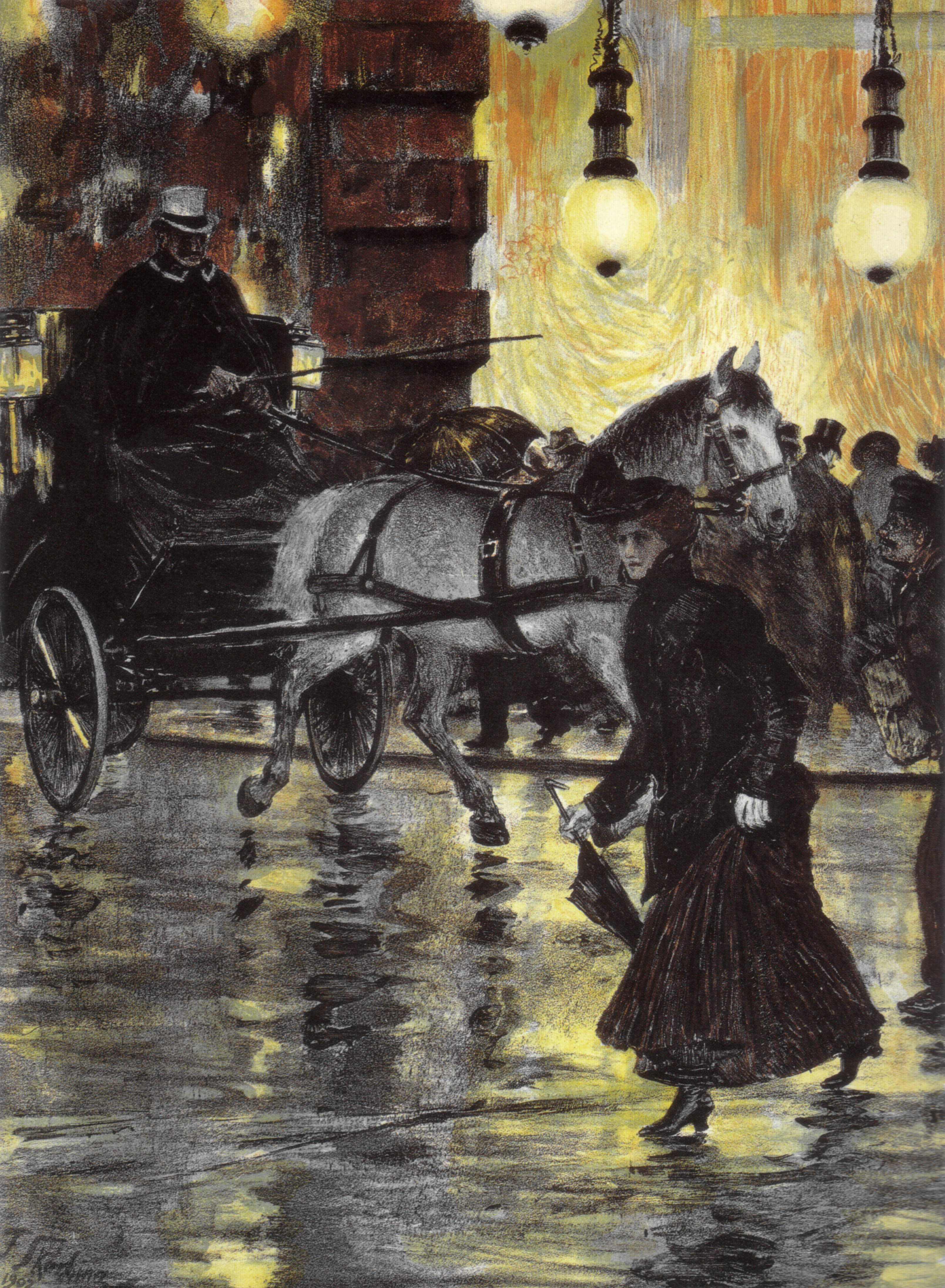

- Gemeinsame Normdatei: 11923873X
- International Standard Name Identifier: 0000 0000 8382 761X
- Library of Congress Control Number: nr95039508
- Nationale Bibliotheek van Tsjechië: xx0223249
- Nederlandse Thesaurus van Auteursnamen: 067670628
- RKD-Nederlands Instituut voor Kunstgeschiedenis: 72921
- Union List of Artist Names: 500011377
- Virtual International Authority File: 52494633
- WorldCat: E39PBJd3Q8gdMTPJvRvcCwXmVC